# Mogollon-hegyi farkas
A Mogollon-hegyi farkas (Canis lupus mogollonensis), a farkas (Canis lupus) észak-amerikai alfaja.
Hajdan Arizonától Új-Mexikóig élt.
Alapszíne sötét volt, fehér foltokkal.
Kihalt.